# RWE
RWE AG, до 1990: Rheinisch-Westfälisches Elektrizitätswerk AG (Rhenish-Westphalian Power Plant), је немачка компанија за електропривреду са седиштем у Есену, Северна Рајна-Вестфалија. Преко својих различитих зависних предузећа, енергетска компанија снабдева електричном енергијом и гасом више од 20 милиона купаца електричне енергије и 10 милиона купаца гаса, углавном у Европи. RWE је други највећи произвођач електричне енергије у Немачкој и повећао је производњу обновљивих извора енергије последњих година.  
RWE је претходно поседовао American Water, највећу водоводну компанију у власништву Сједињених Држава, али је она продата 2008. године. Такође је поседовала RWE Dea (данас DEA AG ), која је производила део продане нафте и гаса RWE (годишња производња је око 2 милиона м 3 сирове нафте (око 365.000 BOE ) и 3 милијарде м 3 природног гаса (око 18 милиона BOE, 49.300 BOE) дневно. 
RWE је потврдио у децембру 2015. године, да ће током 2016. године раздвојити производњу енергије из обновљивих извора, електричну мрежу и малопродају у засебну компанију, Innogy SE, и продати 10% удела у пословању путем Initial public offering. Реструктурирање је изазвано настојањем да се смањи изложеност групе трошковима нуклеарног разградње, потребним због политике немачке владе да затвори све нуклеарне електране до 2022. године. 
У јулу 2019., руковање RWE-ом у сукобу са активистима у Hambach Forest било је оштро критиковано у медијима.  Компанија се коначно сложила да се уздржи од крчења шуме до јесени 2020. 
У јулу 2020. године, RWE је закључио далекосежни уговор о замени имовине са компанијом E.ON, први пут најављен 2018. године, чиме су међународни портфељ обновљивих извора енергије E.ON и инноги пребачени на RWE. 

## Историја

### Пред Први светски рат
Компанија је основана у  Essen 1898. године, као Rheinisch-Westfälisches Elektrizitätswerk Aktiengesellschaft (RWE) by Elektrizitäts-Actien-Gesellschaft vorm. W. Lahmeyer & Company (EAG) ) и други.   Његова прва електрана почела је са радом у Есену 1900. године.  1902. године EAG је продао своје акције конзорцијуму који су формирали рурски индустријалци Hugo Stinnes и August Thyssen .  
1906. године проширује своје пословање изван Essen-a преузимањем Elektrizitätswerk Berggeist AG in Brühl и Bergische Elektrizitätswerke GmbH, Solingen . Исте године је такође стекао удео у трамвајским компанијама Bochum-Gelsenkirchener Straßenbahn AG  и Rheinische Bahngesellschaft AG.
RWE је 1908. године потписао уговоре о разграничењу саStädtische Elektrizitätswerk Dortmund и Elektrizitätswerk Westfalen AG  .  Заједно су створили Westfälische Verbands-Elektrizitätswerk AG. RWE је допринео новооснованој компанији преко своје електране у Dortmund-Kruckel и мреже за снабдевање у Witten / Dortmund. Касније су све ове компаније основале Vereinigte Elektrizitätswerke Westfalen AG (VEW).
1909. RWE је отворио електрану Reisholz Plant и стекао удео у трамвајској компанији Süddeutsche Eisenbahngesellschaft AG. Исте године RWE је започео изградњу сопствене мреже за снабдевање гасом. Испоруке угљеног гаса у регион Bergisches Land започете су 1912. године.  1914. године RWE је отворио електрану Vorgebirgszentrale . До 1920. године постројење је имало инсталирани капацитет од 190   мегавата што га је учинило највећим у Европи.  
Пре Првог светског рата општине Ессен,Mülheim an der Ruhr и  Gelsenkirchen постале су акционари RWE.  До 1920-их, такође Bonn, Cologne, Krefeld, Duisburg, и Düsseldorf постали су акционари, а општине су поседовале већину акција RWE-а. 1925. године пруска држава постала је деоничар RWE. Године 1929. општине и провинција Рајна комбиновале су своја удела у холдинг компанију Kommunale Aufnahmegruppe für Aktien GmbH 

### Међуратне године и Други светски рат
1920. године RWE је купио Niedersächsische Kraftwerke AG , смештен у Оснабрику. 1922. године проширио је своје пословање са угљем купњом три рудника антрацита у Есену и већинског удела у компанији за лигнит Braunkohlen- und Briketwerke Roddergrube AG. 1923. године стекао је оснивача компанију EAG. Три године касније, компанија је стекла удео у Rheinische Elektrizitäts-Aktiengesellschaft (Rheinelektra) и постала деоничар новоосноване компанијеRuhrgas гас у замену за своју гасну мрежу. 1927. године RWE и Пруска замењивали су своја имања на пољима угља у Брунсвицку и Келну и RWE је постао власник Braunkohlen-Industrie AG Zukunft  .  
Године 1932. RWE је стекао већински удео у компанији за угљен  Rheinische Aktiengesellschaft für Braunkohlenbergbau (Rheinbraun).  1936. године стекла је Niederrheinische Braunkohlenwerke AG, оператора електране Power Plant.
1. маја 1933. године, Извршни одбор, укључујући Ернста Хенкеа, придружио се NSDAP као јединствено тело. 
Од јесени 1943. године, државна полиција Есена истраживала је Вилхелма Рицкен-а, техничког директора и именованог генералног директора RWE-а, због „подметања војске“. Тадашњи први градоначелник Есена, Јуст Диллгардт, који је уједно био и други председник надзорног одбора RWE-а, пријавио је Рицкен-а државној полицији. Претходно је добио напојницу од тадашњег комерцијалног директора и колеге члана одбора Рицкен, Фриедрицха Праедела. Каже се да је овај "члан одбора" RWE подстакао Диллгардта да поднесе оптужницу. Тада је Вилхелм Рицкен ухапшен 20. октобра 1943. године и осуђен на смрт 8. марта 1944. од стране Volksgerichtshof (Народни суд), делимично и због његове изјаве да ће се „рат завршити као 1918.“. 2. маја 1944, Вилхелм Рицкен је погубљен у Berlin-Plötzensee. 
2015. године на ову последњу адресу у Есену постављен је „ камен спотицања “ у знак сећања на судбину његовог Рикена. 

### Развој догађаја од Другог светског рата
Током Другог светског рата инфраструктура у власништву RWE-а тешко је оштећена, али је углавном поправљена до 1948. године   1952. године компанија је искључена из контроле савезника . RWE је 1957. године стекао компанију за угљен Neurath AG.  
RWE и баварска држава   'Bayernwerk' удружују снаге како би изградили први немачки индустријски нуклеарни реактор . Експериментална нуклеарна електрана Kahl (15 мегавата), изграђена тик до електране на камен на угаљ у Dettingen из RWE, испоручује прву електричну енергију 1962. године. До затварања 1985. године, ово постројење служиће као извор важних налаза који помажу у дизајнирању и раду комерцијалних нуклеарних реактора. 
Нуклеарне операције RWE-а започеле су 1961. године, када су RWE и Bayernwerk (данас део Е.ОН-а ) започели изградњу немачког првог индустријског нуклеарног реактора - нуклеарне електране Kahl . 1962. године започели су изградњу нуклеарне електране Gundremmingen.  1965. године, на захтев околних општина, електрана Карнап у Есену почела је да сагорева кућни отпад.  
1969. RWE је стекао удео у Gelsenkirchener Bergwerks-Aktiengesellschaft , што је омогућило његово ширење у нафтну индустрију. Међутим, 1974. године продат је компанији VEBA AG . 
1971. године основао је Gesellschaft für elektrischen Straßenverkehr, компанију за развој електричног аутомобила за комерцијалну производњу. Прототип произведен у сарадњи са Волксвагеном и назван Цити-Стромер представљен је 1983.
1988. године RWE се поново проширио у нафтну индустрију преузимањем Deutsche Texaco, раније познате као Deutsche Erdoel AG, која је преименована у RWE-DEA AG за  Mineralöl und Chemie (RWE-DEA). RWE је реорганизован да држи енергију, рударство и сировине; нафта и хемикалије; Управљање отпадом; машинско и биљно инжењерство; и грађевинске дивизије. 
Деведесетих година RWE је стекао низ имовине у бившој Источној Немачкој, укључујући уделе у рударској компанији Lausitzer Braunkohle AG (LAUBAG) и електроенергетској компанији VEAG. 2000. године RWE и VIEW спојили су се да би створили „нови“ RWE, а улози у LAUBAG-у и VEAG-у (сада обојици спојени уVattenfall Europe  ) су продати како би се избегло кршење конкуренције. 
```
2001. RWE је преузео британску компанију Thames Water. 
[
17
]
 2002. године стекао је компанију American Water Works Company,   са седиштем у Њу Џерзију, која је постала подружница Thames Water
[
16
]
 2006. RWE је продао Thames Water компанији Kemble Water Limited , конзорцијуму који предводи 
Macquarie Group
. 
[
18
]
```

RWE је 2002. године купио британску компанију за електричну енергију и гас Innogy за 3 милијарде фунти (4,3 милијарде америчких долара). Innogy  је накнадно преименован у RWE npower plc.  
Као резултат замене имовине са RAG AG, RWE је дао свој удео у електроенергетској компанији STEAG, добио је готово потпуну контролу над компанијом за обновљиве изворе енергије Harpen AG. Потпуна контрола Харпена постигнута је 2005. 2003. године, РВЕ је такође остварио пуну контролу над Thyssengas. Исте године је одлучио да прода америчку компанију за угљен Consol Energy.  
У 2011. години RWE је раздвојио свој преносни систем продајом свог већинског удела у оператеру преносног система Amprion (RWE Transportnetz Strom GmbH), али задржавши 25,1% у компанији.
„RWE has no plans to sell stake in power network Amprion”. Reuters. 27. 2. 2018. Приступљено 8. 4. 2018.
</ref>
14. августа 2012. RWE AG је најавио да ће компанија смањити још 2.400 радних места како би смањила трошкове. Раније је компанија најављивала укидање 5.000 радних места и 3.000 радних места продајом, као што се предвиђало затварање свих нуклеарних реактора до 2022. године. 
У августу 2013. године, RWE је окончао продају NET4GAS, чешког оператора преносне мреже гаса, за 1,6 евра   милијарде конзорцијуму који су чинили Allianz и Borealis .  Компанија (која се тада звала р Transgas A.S.) приватизована је RWE 2002. године. 200-их година RWE је такође стекао енергетске компаније у Пољској (STOEN S.A.) и Словенији (VSE a.s).  
У марту 2015. RWE је затворио продају своје јединице за производњу нафте и гаса, RWE Dea, групи коју је предводио руски милијардер Михаил Фридман упркос противљењу британских регулатора. За уговор од 5,6 милијарди долара, најављен 2014. године, било је потребно одобрење 14 земаља у којима RWE Dea послује у Европи, на Блиском истоку и у Африци. 
RWE је 1. априла 2016. године пребацио своје обновљиве, мрежне и малопродајне компаније у засебну компанију под називом Инноги, која котира на Франкфуртској берзи .   Нови ентитет комбиновао је подружнице RWE subsidiaries RWE Innogy, RWE Deutschland, RWE Effizienz, RWE Vertrieb and RWE Energiedienstleistungen. 
У марту 2018. објављено је да ће E.ON стећи Инноги у комплексу € 43   милијарда трансакција имовине замењена са RWE. Као резултат, RWE ће преузети 16,7% удела у Е.ОN.  Након куповине Е.ОN-овог посла са обновљивим изворима енергије и нуклеарне производње електричне енергије, очекује се да ће RWE постати трећи највећи европски добављач обновљиве енергије иза шпанске Iberdrola и италијанског Enel,   и други по величини на тржишту за ветроелектране на мору. 

## Финансијски подаци
| Година      | 2013   | 2014   | 2015   | 2016   | 2017   |
| ----------- | ------ | ------ | ------ | ------ | ------ |
| Приход      | 54.070 | 48.468 | 48.599 | 45.833 | 44.585 |
| Нето приход | -2.443 | 1.693  | -1.240 | -5.484 | 2.315  |
| Средства    | 81.119 | 86.316 | 79.334 | 76.402 | 69.059 |
| Запослени   | 66,341 | 61,715 | 59.350 | 59.073 | 59,333 |

## Операције
RWE послује у Немачкој, Холандији и Великој Британији. 
У Великој Британији RWE у потпуности поседује RWE УК ., Која управља великим бројем електрана на угаљ, природни гас, нафту и обновљиве изворе енергије широм Велике Британије. Компанија је власник термоелектрана Staythorpe у Ноттингхамсхиреу, Pembroke у западном Велсу, Little Barford у Бедфордсхиреу,Great Yarmouth у Норфолку и Didcot 'B' Station у Окфордсхиреу, као и термоелектрана Aberthaw Power Station у Јужном Валесу . Она је затворила свој 'Didcot power stations у Oxfordshire,Littlebrook Power Station  у Кенту, Fawley Power Station у Хемпширу, а : Tilbury Power Station у Ессек. 
RWE заједно са E.ON.  поседује трећину Urenco Group. Преостали улог имају британска и холандска влада, са по једном трећином. 

## Откривање смеше горива
RWE је 2007. године произвео електричну енергију из следећих извора: 32,9% каменог угља, 35,2% лигнита, 1,1% пумпаног складишта, 2,4% обновљивих извора, 13,6% природног гаса и 14,9% нуклеарне енергије .  Укупно је компанија произвела 324,3 ТВх електричне енергије у 2007. години  што је чини 2. највећим произвођачем електричне енергије у Европи, после ЕдФ . Производња електричне енергије у немачком огранку РВЕ имала је 2006. године следеће еколошке импликације: 700   µг / кВх радиоактивног отпада и емисије ЦО2 од 752 г / кВх.  У 2010. години компанија је била одговорна за 164,0 МТон ЦО 2,   У 2007. години, компанија се рангирала између 28. и 29. места емисија по земљама. 

## Критике и контроверзе
RWE је дуго био међу главним циљевима климатских активиста, делом и као резултат дуготрајне битке високог профила за очување шуме у западној Немачкој којој прети планирано проширење једног од рудника угља групе. RWE такође управља неким од највећих термоелектрана на угаљ у Европи. 
У 2018. години RWE је био највећи произвођач емисије угљен-диоксида у Европи. 
Од 2012. године, еколози су протестовали против РВЕ због површинског копа Хамбацх који се налази на подручју Hambach Forest.  У новембру 2017. године, у тужби коју је поднеоBund für Umwelt und Naturschutz Deutschland  (BUND), немачка рука Пријатеља Земље, Виши управни суд у Минстеру донео је одлуку о прекиду сече дрвећа. Према БУНД-у, шума Хамбацх је станишни тип 9160 Анекса И Европске директиве о стаништима (Директива Савета 92/43 / ЕЕЦ од 21. маја 1992. године). 
Противници такође тврде да студија рудника о процени утицаја на животну средину никада није спроведена. Управни суд у Келну порекао је неопходност такве студије у новембру 2017. године, јер је дозвола за рударске радње дата седамдесетих година прошлог века, много пре него што су студије о процени утицаја на животну средину постале обавезне.  У октобру 2018. године, процењено је да се 50.000 демонстраната супротставило планираном континуираном крчењу шума због ширења отвореног копа угља, док је судски налог одложио поступак најмање до краја 2020. године како би се истражило да ли крши прописе ЕУ о животној средини.  